# Scorpion (constellation)
Scorpius
Pour les articles homonymes, voir Scorpion (homonymie).
Le Scorpion est une constellation du zodiaque traversée par le Soleil du 23 novembre au 29 novembre. Il se situe entre la Balance à l'ouest et Ophiuchus à l'est. Il appartient à l’hémisphère sud céleste, et une grande partie de la constellation est sous l'écliptique. Le Scorpion était l’une des 48 constellations identifiées par Ptolémée.
Le Scorpion désigne également un signe du zodiaque correspondant au secteur de 30° de l'écliptique traversé par le Soleil du 23 octobre au 22 novembre. C'est dans ce sens qu'il sert au repérage des déplacements planétaires, encore utilisés en astrologie.

## Nomenclature, histoire et mythologie

### En Mésopotamie
La constellation du Scorpion est une création de l’astronomie mésopotamienne. Au départ, le nom de GÍR.TAB = Zuqaqípu, « le Scorpion », est celui de l’étoile Alpha Scorpii, ainsi que cela est attesté dans des listes stellaires de Nippur à la fin du IIIe millénaire av. J.-C.. Comme nous pouvons le lire sur la tablette dite MUL.APIN, le premier traité d'astronomie mésopotamienne, découvert à Ninive dans la bibliothèque d'Assurbanipal et datant au plus tard de 627 av. è. c. : mul.GÍR.TAB d.iš-ḫa-ra be-let da-ád-me, ce qui signifie que Zuqaqípu, « le Scorpion », est une étoile du Chemin d’Ea, soit la zone australe du ciel dédiée au seigneur de la Sagesse et des Eaux, et elle est associée à Išḫara, « la Dame des régions inhabitées », qui apparaît comme une manifestation de Ištar dans sa fonction de divinité de l’Amour.

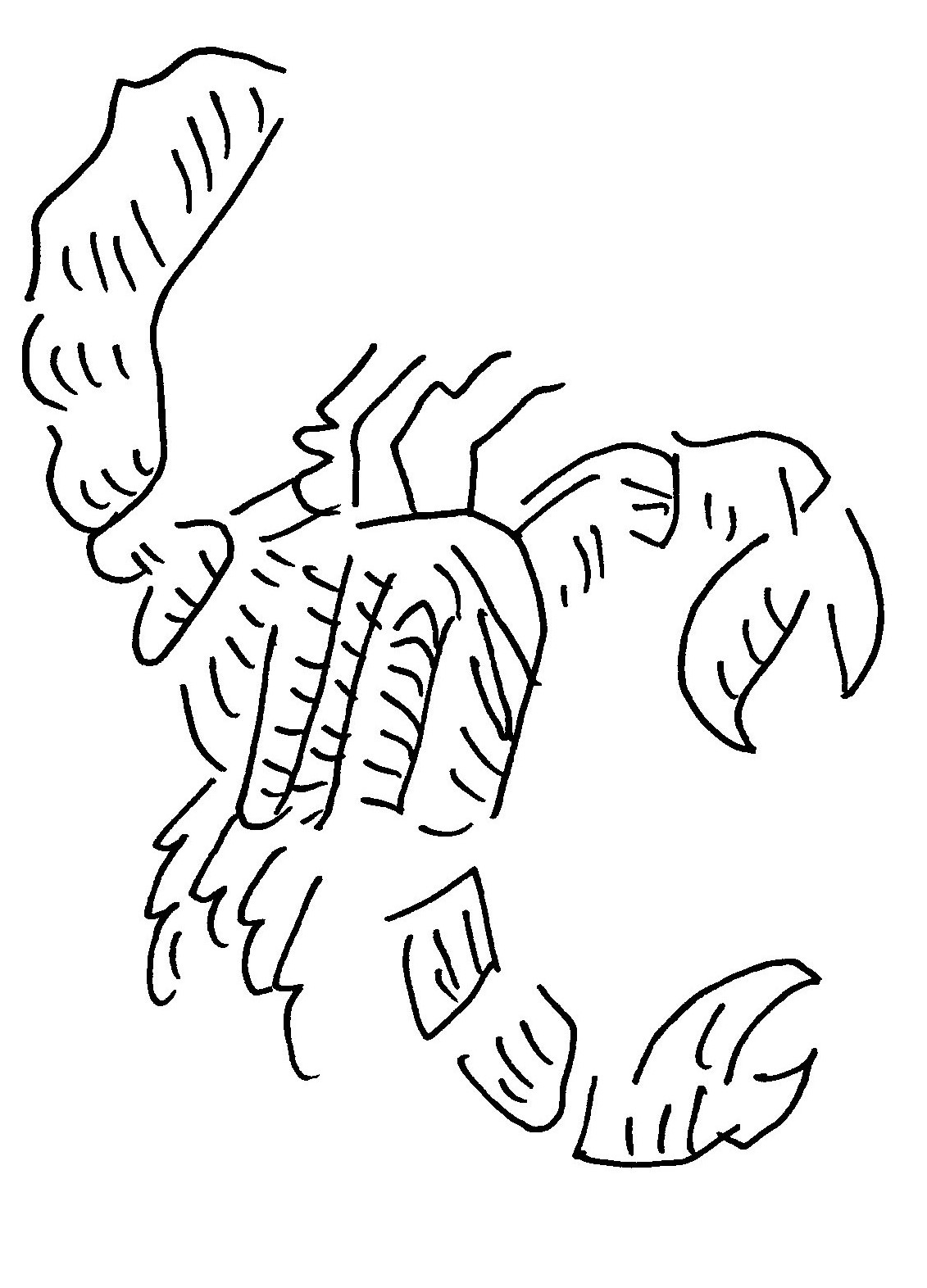
Le Scorpion sur un kudurru daté vers 1180 av. è. c.

Par la suite, c’est-à-dire au début du 1er millénaire è.c., le ciel est organisé en constellations, c’est-à-dire que les étoiles sont désormais nommées par leur situation dans les figures célestes, et comme cela est attesté dans les fameux éphémérides qui s’étalent de 652 av. é.c à 61 de notre ère, le figure du Scorpion compte trois étoiles, soit α, β, et δ Sco, et l’étoile qui donné son nom à cette constellation apparaît sous la forme Lisi (voir Alpha Scorpii).
Notons que dans l’astronomie mésopotamienne, la figure du Scorpion se présente sous deux formes différentes : nous avons un Petit Scorpion, celui a donné la constellation que nous connaissons aujourd’hui par le truchement des Grecs, et un Superscorpion, qui, dans le zodiaque, couvre l’espace des 7e et 8e signes, soit Libra et Scorpius. Nous avons en effet dans la série MUL.APIN : mul.ZI.BA.AN.NA SI mul.GÍR.TAB, soit « La Balance = la Corne du Scorpion ». Voir l’image du Superscorpion embrassant un personnage tenant une balance, sur le zodiaque de Tadmor / Palmyre, daté de 34 de notre ère, dans le page consacrée à la constellation de la Balance.

### En Grèce
Sur le plan astronomique et astrologique, Les Grecs empruntent telle quelle la constellation sous le nom de Σκορπίος avec Cléostrate de Ténédos, du moins si l’on en croit Pline le Jeune. Mais, avec Eudoxe, ils nomment Χηλαί, les « Pinces », la constellation qui deviendra que plus tard Ζυγός, soit le « Fléau de la Balance », ce qui fait dire à Ératosthène : « Le Scorpion compte tenu de ses grandes dimensions, se répartit entre deux des douze signes du zodiaque. Les pinces occupent un signe et le corps et le dard un autre ».
Sur le plan mythologique, Les Grecs adaptent tout naturellement la figure à leur propre imaginaire. Toujours selon l’auteur des Catastérismes, Artémis fit surgir le Scorpion d’une hauteur de l’île de Chios afin qu’il piquât Orion et que ce dernier trouvât la mort, parce qu’il avait essayé de violer la déesse lors d’une chasse,. Ainsi la constellation du Scorpion se trouve opposée à la constellation d'Orion, se levant en été lorsqu’Orion se couche. D’autres auteurs suggèrent qu’Apollon envoya le Scorpion de feu par jalousie envers l’attention qu’Orion portait à Artémis. Il apparaît aussi durant la quête de Persée.[réf. nécessaire]

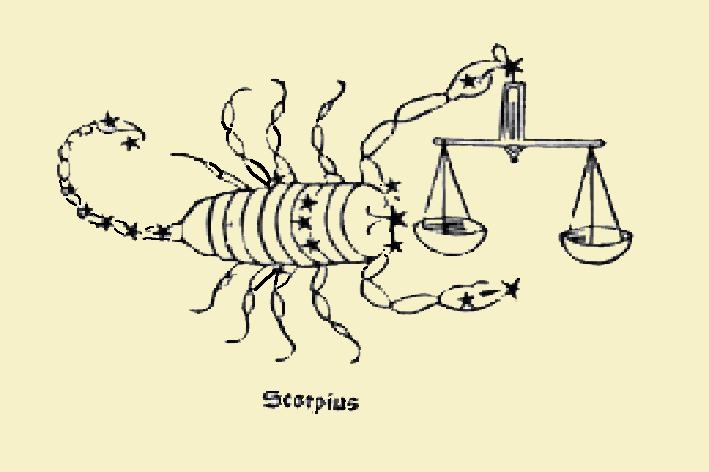
Les figures liées de Libra et Sciorpius dans l’édition de 1482 du Poeticon astronomicon d’Hyginus, Venise.

Les Latins ont repris la figure grecque de Σκορπίος, le plus souvent sous le nom de Scorpios, notomment à partir de Aratea de Cicéron, mais aussi sous celles de Scorpius et Scorpio.

### Chez les Arabes
Chez les Arabes, il faut distinguer le ciel traditionnel qui comprend les manāzil al-qamar ou « stations lunaires », et ciel gréco-arabe, c’est-à-dire celui que les astronomes classiques ont repris des Grecs au IXe siècle de notre ère.
Les Arabes connaissaient déjà, quand ils héritent du formatage grec du ciel, le nom العقرب al-ᶜAqrab, soit « le Scorpion », pour le 8e signe zodiacal, dont l’attestation la plus ancienne se trouve en 762, dans l’horoscope de fondation de la ville de Baghdad, que nous rapporte l’érudit persan al-Bīrūnī. C’est donc tout naturellement qu’ils communiquent ce nom, soit العقرب al-ᶜAqrab, à la constellation grecque.

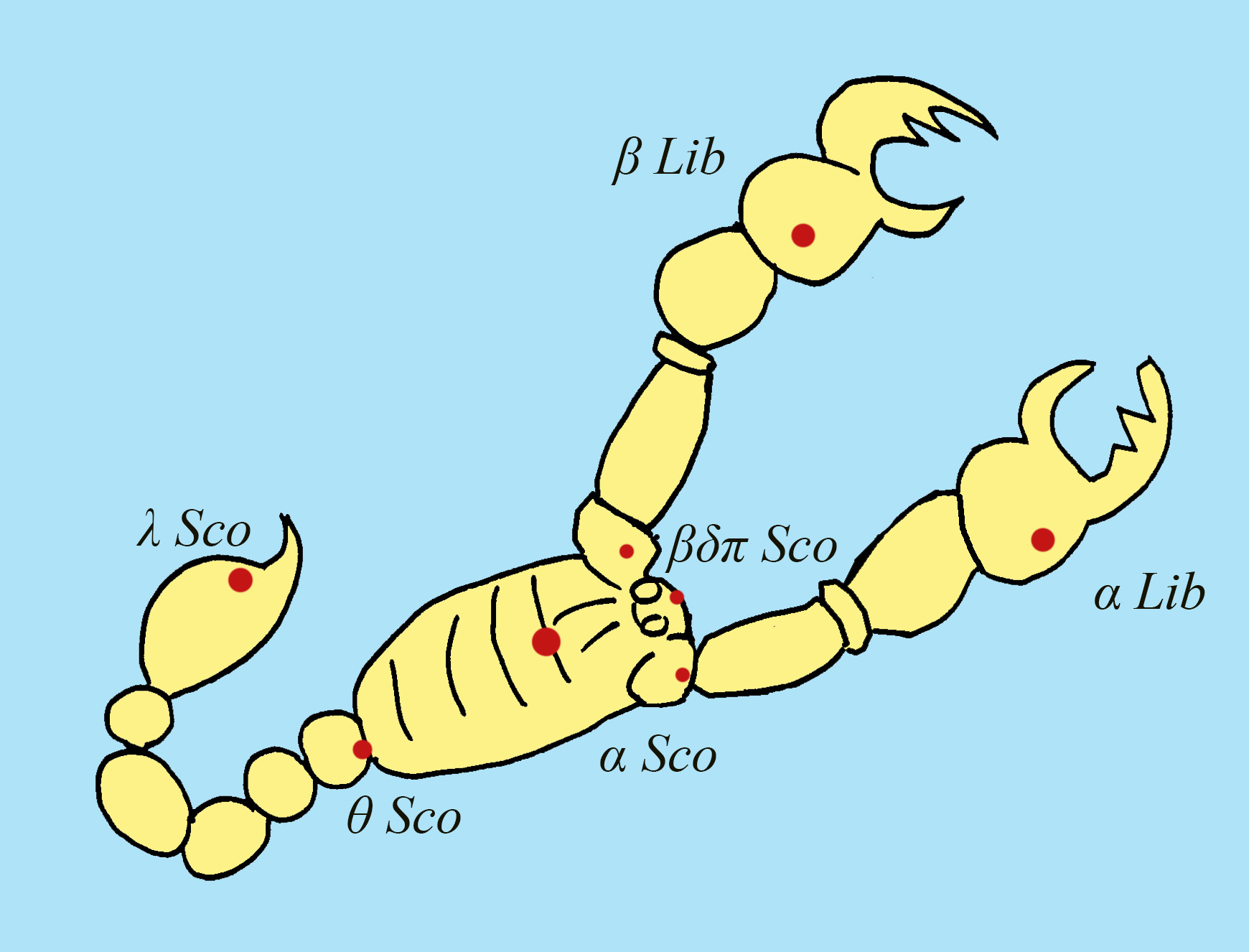
Le Superscorpion arabe.

Mais ils plaçaient déjà dans le cadre d’un Superscorpion, directement hérité de Mésopotamie, quatre manāzil al-qamar ou « stations lunaires », l’une, la XVIe, formée par le couple αβ Lib et nommée الزبانى al-Zubānā, littéralement « la Balance » (voir à ce propos les explications données dans la constellation de la Balance, et les trois autres ayant pour cadre le Scorpion gréco-arabe. Ce sont les suivantes : la XVIIe, formée par le groupe ligne βδπ Sco et nommée الإكليل al-Iklīl, « la Couronne » ; la XVIIIe, formée par la seule étoile α Sco et nommée القلب al-Qalb, « le Cœur » ; enfin la XIXe, formée par le couple λ Sco et nommée الشولة al-Šawla, « la Partie relevée [de la Queue] », autant d’objets célestes qui vont, si cela n’est déjà fait, s’intégrer parfaitement dans la figure du le Superscorpion.
Ainsi les noms d’étoiles que nous devons aux Arabes sont nés à partir des deux figures différentes du Scorpion, le petit Scorpion gréco-arabe et le Superscorpion arabe directement hérité du ciel mésopotamien.

### En Europe

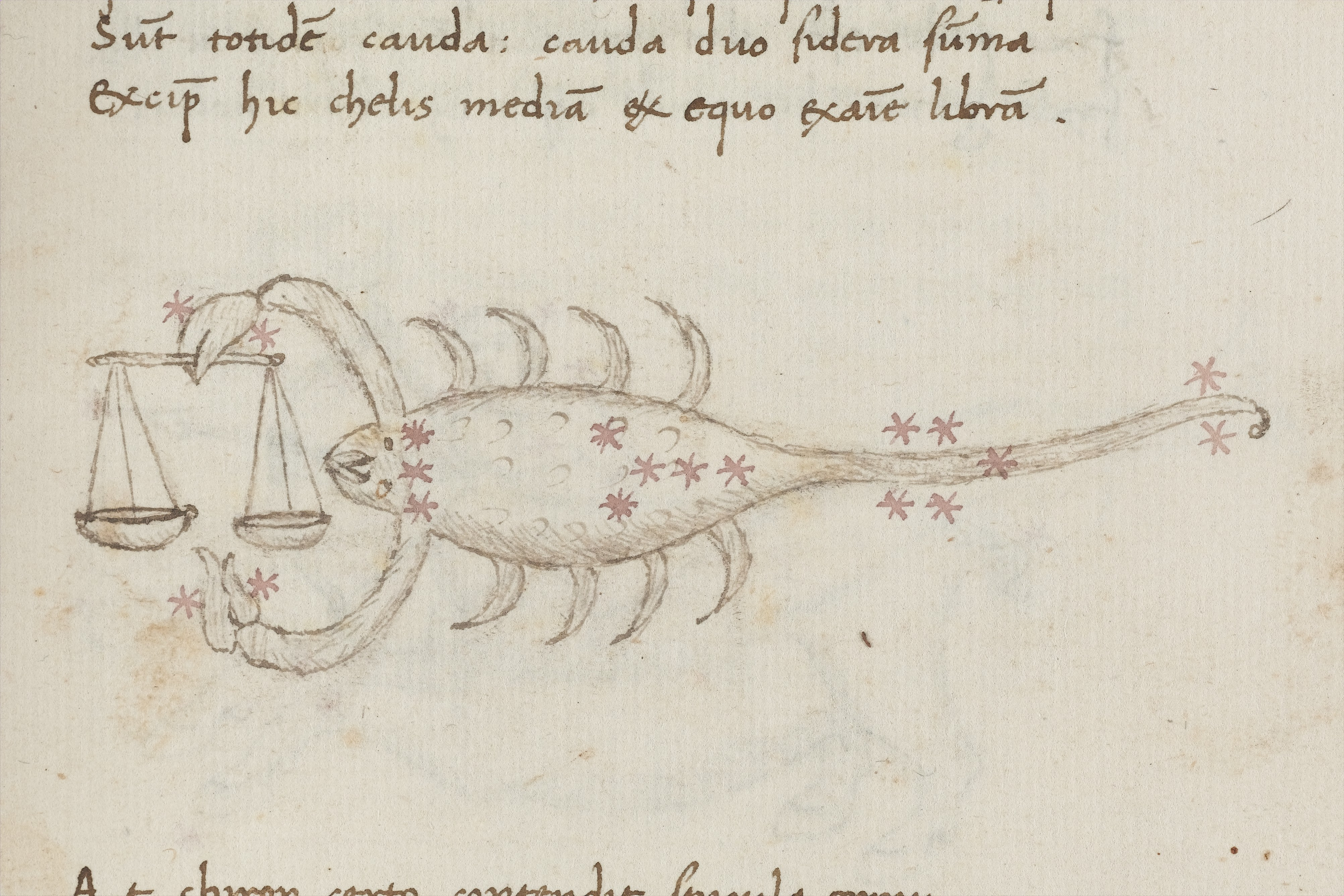
les figures liées de Libra et Scorpius dans l’Astronomicon de Basinio de Parme (1425-1457)

Au Moyen Âge, les clercs latins connaissaient le nom Scorpius par les encyclopédies et les quelques manuscrits des Aratea, c’est-à-dire les versions latines des Φαινόμενα d’Aratos, à leur disposition, mais ils connurent dès l’an mil le nom arabe de cette figure ; on ne lisait pas encore à cette époque le nom grec dans le texte, ce qui n’adviendra qu’à la Renaissance. On trouve ainsi, dans l’Uranometria de Johann Bayer (1603), une liste de noms connus dans les différentes langues, selon l’usage de l’époque : non seulement  Σκορπίος , mais encore en particulier Arab. Alatrab forte Alacrab, qui est la transcription de l’arabe العقرب al-ᶜAqrab, « le Scorpion », soit le nom de la figure à la fois dans le ciel arabe traditionnel et le ciel gréco-arabe. Ces noms figurent encore dans plusieurs catalogues jusqu’à ce que la nomenclature approuvée en 1930 par l’Union astronomique internationale (UAI) ne chasse définitivement les appellations autres que Scorpius, à l’exception du grec Σκορπίος.

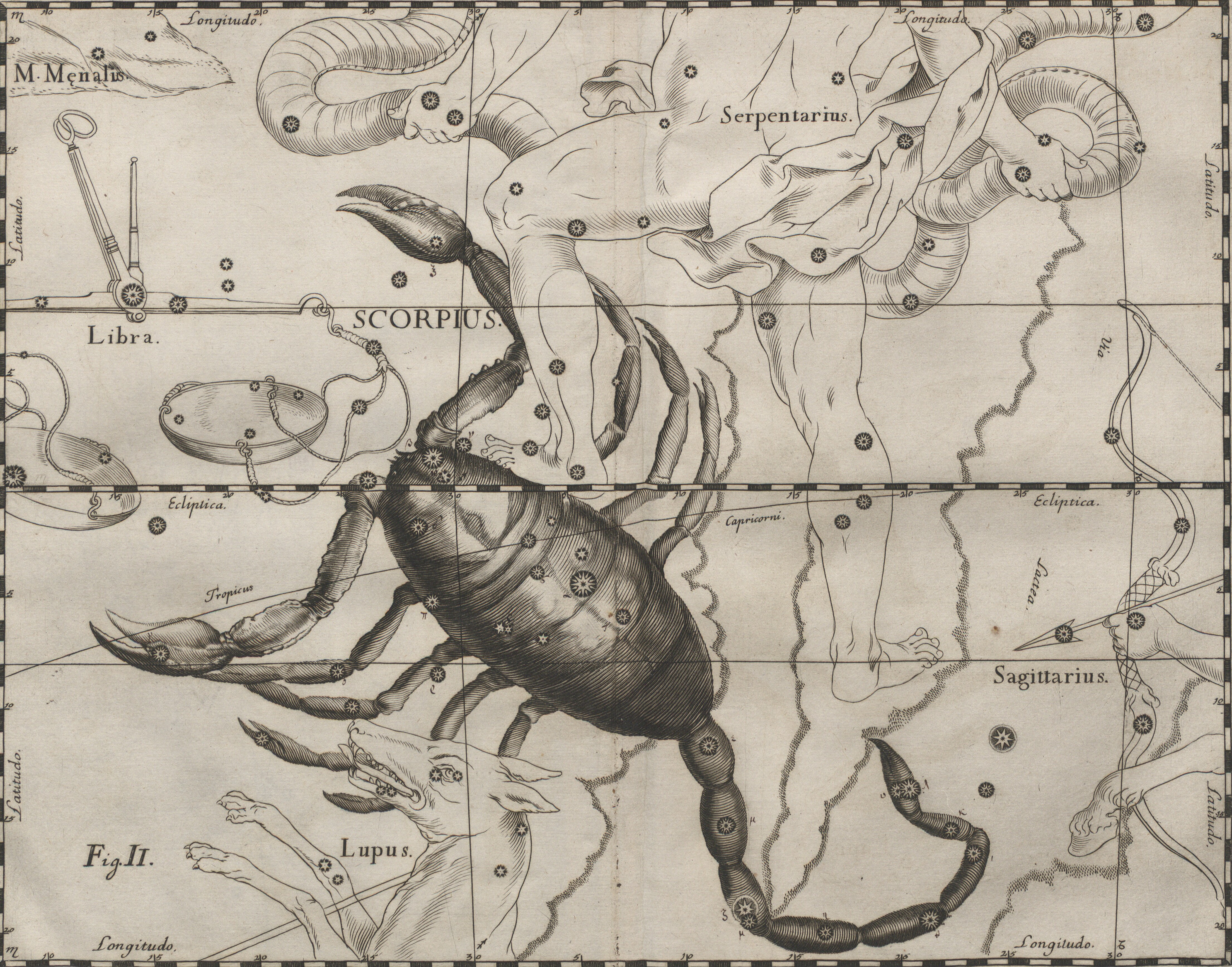
Le Scorpion dans l'Uranographia de Johannes Hevelius.

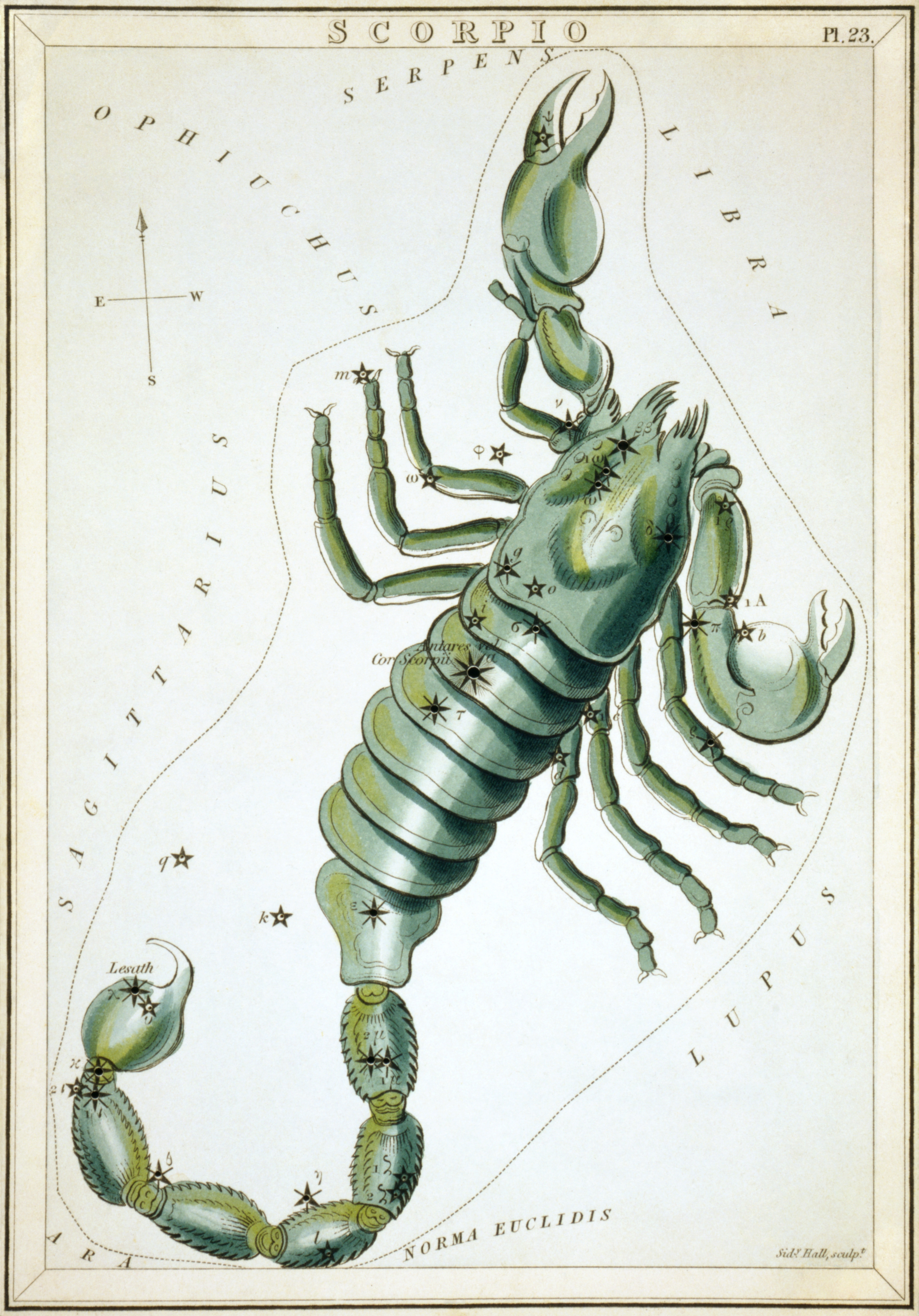
La figure de Scorpio dans lUrania's Mirror, Londres, 1824.

## Observation des étoiles

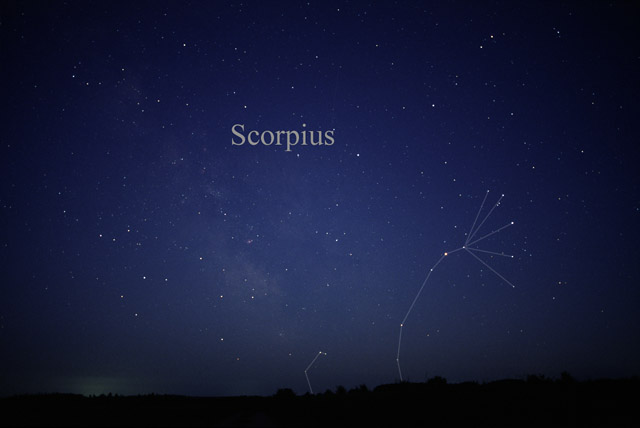
Constellation du Scorpion.

Visibilité nocturne de la constellation.

## Objets célestes

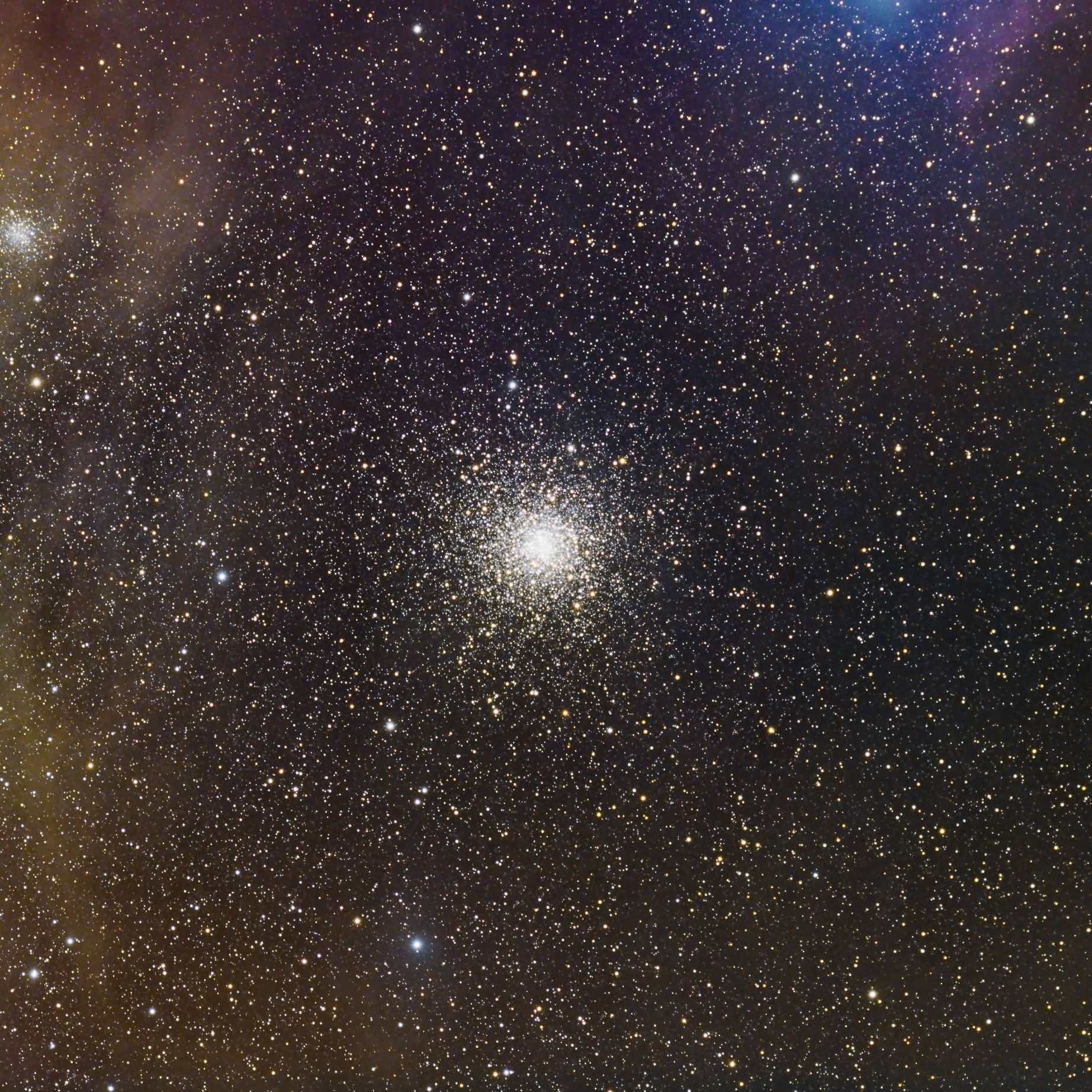
L'amas globulaire M4, le plus rapproché de notre Système solaire.